# PARC Management
PARC (anciennement PARC Management, LLC) est une compagnie basée à Jacksonville, en Floride qui est à la tête de plusieurs parcs de loisirs à travers l'Amérique du Nord.

## Histoire
PARC Management fut fondé en 2002 par un groupe de personnes impliquées dans d'autres parcs de grandes chaînes comme Six Flags, Ogden Entertainment, et Alfa SmartParks. Leur première opération date de 2007, où ils rachètent 7 parcs d'attractions et parcs aquatiques de la chaîne Six Flags pour 312 millions de dollars américains.
En 2008, PARC Management racheta également Magic Springs and Crystal Falls de Hot Springs, en Arkansas et peu après Myrtle Waves Water Park et les 5 NASCAR SpeedParks.
En novembre de la même année, la compagnie signe un contrat pour l'achat de 11 autres sites dont 4 Zuma Fun Center, 2 Putt-Putt Fun Center, Camelot Park, Fiddlesticks, Funtasticks, Mountasia et Grand Prix.
CNL Lifestyle Properties, propriétaire de plusieurs parcs dont PARC Management était gérant, annonça le 25 janvier 2011 la nouvelle gestion de ses huit parcs de loisirs.

## Parcs appartenant ou ayant appartenu à PARC Management
| Parc                            | Localisation                  | Année d'ouverture | Année d'acquisition | Propriétaires originaux                                             | Propriétaires actuels                                   |
| ------------------------------- | ----------------------------- | ----------------- | ------------------- | ------------------------------------------------------------------- | ------------------------------------------------------- |
| Darien Lake                     | Darien, New York              | 1981              | 2007                | Funtime Parks (1983-1995) Premier Parks/Six Flags (1995-2007)       | Herschend Family Entertainment Corporation(Depuis 2010) |
| Elitch Gardens                  | Denver, Colorado              | 1890              | 2007                | Premier Parks/Six Flags (1996-2007)                                 | Herschend Family Entertainment Corporation(Depuis 2010) |
| Frontier City                   | Oklahoma City, Oklahoma       | 1958              | 2007                | Premier Parks/Six Flags (1982-2007)                                 | Premier Attractions Management(Depuis 2010)             |
| Magic Springs and Crystal Falls | Hot Springs, Arkansas         | 1978              | 2008                | Theme Parks, LLC                                                    | Amusement Management Partners(Depuis 2010)              |
| SplashTown                      | Houston, Texas                | 1984              | 2007                | Premier Parks/Six Flags (1999-2007)                                 | Premier Attractions Management(Depuis 2010)             |
| WaterWorld                      | Concord, Californie           | 1995              | 2007                | Premier Parks/Six Flags (1995-2007)                                 | Palace Entertainment(Depuis 2010)                       |
| White Water Bay                 | Oklahoma City, Oklahoma       | 1981              | 2007                | Premier Parks/Six Flags (1991-2007)                                 | Premier Attractions Management(Depuis 2010)             |
| Wild Waves Theme Park           | Federal Way, Washington       | 1976              | 2007                | Jeff Stock (propriétaire privé) (1980's-2000) Six Flags (2000-2007) | NorPoint Entertainment(Depuis 2010)                     |
| Myrtle Waves Water Park         | Myrtle Beach, Caroline du Sud |                   | 2008                | Burroughs & Chapin (1997 - 2008)                                    | PARC Management                                         |
| NASCAR SpeedPark                | Myrtle Beach, Caroline du Sud | 1999              | 2008                | Burroughs & Chapin                                                  | PARC Management                                         |
| NASCAR SpeedPark                | Sevierville, Tennessee        | 1999              | 2008                | Burroughs & Chapin                                                  | PARC Management                                         |
| NASCAR SpeedPark                | Concord, Caroline du Nord     | 2003              | 2008                | Burroughs & Chapin                                                  | PARC Management                                         |
| NASCAR SpeedPark                | Hazelwood, Missouri           | 2003              | 2008                | Burroughs & Chapin                                                  | PARC Management                                         |
| NASCAR SpeedPark                | Vaughan, Ontario              | 2005              | 2008                | Burroughs & Chapin                                                  | PARC Management                                         |
| Zuma Fun Center                 | Houston, Texas                |                   | 2008                |                                                                     | PARC Management                                         |
| Zuma Fun Center                 | Houston, Texas                |                   | 2008                |                                                                     | PARC Management                                         |
| Zuma Fun Center                 | Knoxville, Tennessee          |                   | 2008                |                                                                     | PARC Management                                         |
| Zuma Fun Center                 | Pineville, Caroline du Nord   |                   | 2008                |                                                                     | PARC Management                                         |
| Putt-Putt Fun Center            | Raleigh, Caroline du Nord     |                   | 2008                |                                                                     | PARC Management                                         |
| Putt-Putt Fun Center            | Lubbock, Texas                |                   | 2008                |                                                                     | PARC Management                                         |
| Camelot Park                    | Bakersfield, Californie       |                   | 2008                |                                                                     | PARC Management                                         |
| Fiddlesticks                    | Tempe, Arizona                |                   | 2008                |                                                                     | PARC Management                                         |
| Funtasticks                     | Tucson, Arizona               |                   | 2008                |                                                                     | PARC Management                                         |
| Mountasia                       | Richland Hills, Texas         |                   | 2008                |                                                                     | PARC Management                                         |